# Сагуаріта
Сагуаріта (англ. Sahuarita) — місто (англ. town) в США, в окрузі Піма штату Аризона. Населення — 34 134 особи (2020).

## Географія
Сагуаріта розташована за координатами 31°55′55″ пн. ш. 110°57′55″ зх. д. / 31.93194° пн. ш. 110.96528° зх. д. (31.931894, -110.965154). За даними Бюро перепису населення США в 2010 році місто мало площу 80,39 км², уся площа — суходіл.

## Історія

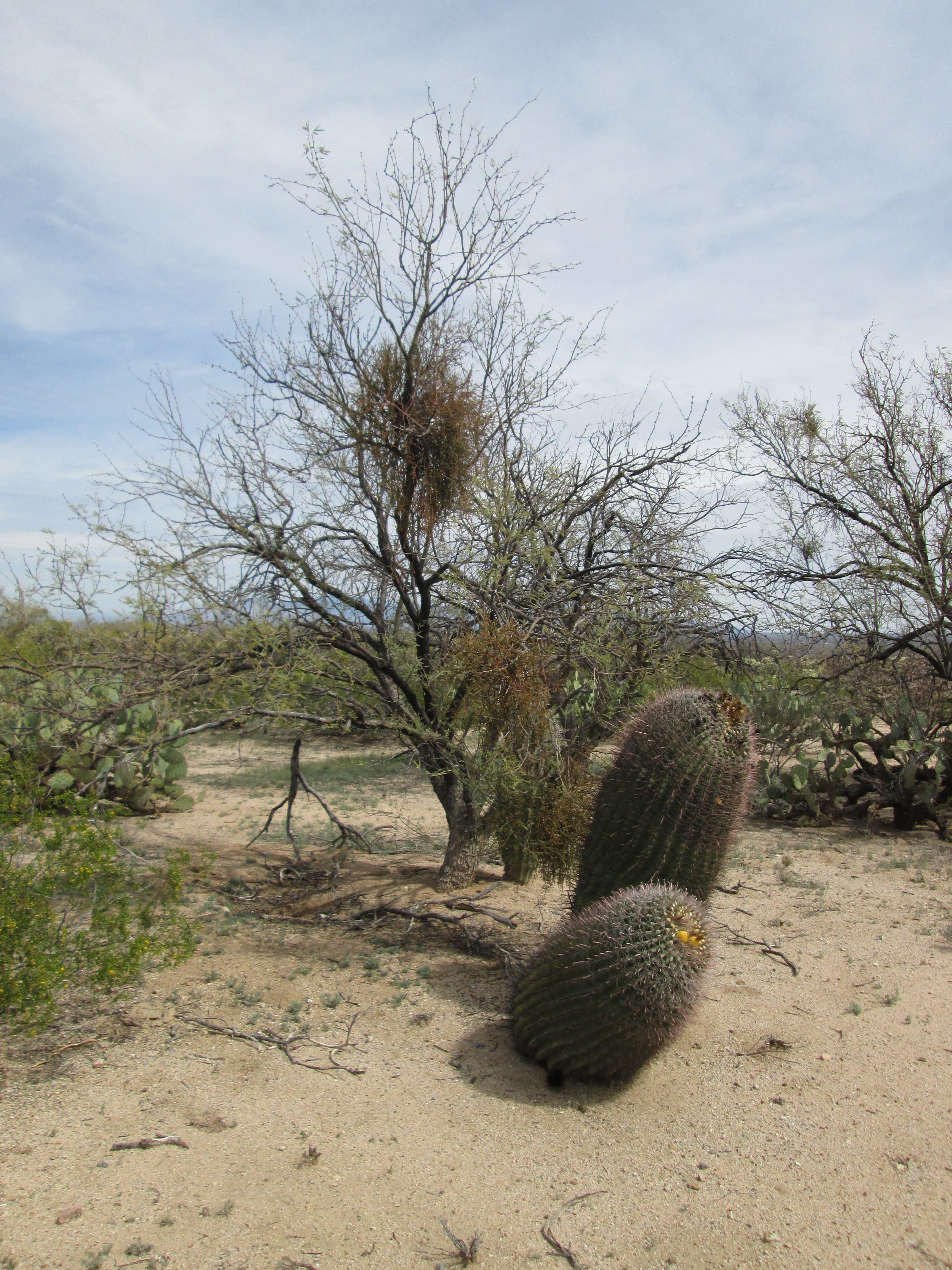
Кактуси в околицях Сагуаріти

У 1879 році Джеймс Браун Кілрой заснував ранчо Сагуаріто на південь від Тусона, назвавши його так, тому що в безпосередній близькості зростало багато кактусів сагуаро. Тоді назва писалася як «Сауаріта» («Saurita»). Педро Агірре використовував ранчо як станцію на маршруті Тусон — Арівака — Квійотоа.
Співтовариство, що розвинулося з ранчо отримало назву Сагуаріто. Браун дав залізниці право проїзду за умови, що залізнична станція буде називатися Сагуаріто.

## Демографія
Згідно з переписом 2010 року, у місті мешкало 25 259 осіб у 9020 домогосподарствах у складі 7119 родин. Густота населення становила 314 особи/км². Було 10615 помешкань (132/км²).
Расовий склад населення:
| - 80,3 % — білих - 2,9 % — чорних або афроамериканців - 2,0 % — азіатів - 1,3 % — корінних американців - 0,1 % — вихідців з тихоокеанських островів - 9,1 % — осіб інших рас |

До двох чи більше рас належало 4,2 %. Частка іспаномовних становила 32,0 % від усіх жителів.
За віковим діапазоном населення розподілялося таким чином: 29,8 % — особи молодші 18 років, 55,5 % — особи у віці 18—64 років, 14,7 % — особи у віці 65 років та старші. Медіана віку мешканця становила 34,4 року. На 100 осіб жіночої статі у місті припадало 95,3 чоловіків; на 100 жінок у віці від 18 років та старших — 92,8 чоловіків також старших 18 років.
Середній дохід на одне домашнє господарство становив 77 250 доларів США (медіана — 66 339), а середній дохід на одну сім'ю — 81 489 доларів (медіана — 69 632). Медіана доходів становила 57 641 долар для чоловіків та 38 336 доларів для жінок.
За межею бідності перебувало 6,2 % осіб, у тому числі 10,0 % дітей у віці до 18 років та 1,7 % осіб у віці 65 років та старших.
Цивільне працевлаштоване населення становило 10 076 осіб. Основні галузі зайнятості: освіта, охорона здоров'я та соціальна допомога — 24,7 %, публічна адміністрація — 13,9 %, роздрібна торгівля — 11,2 %.

## Галерея

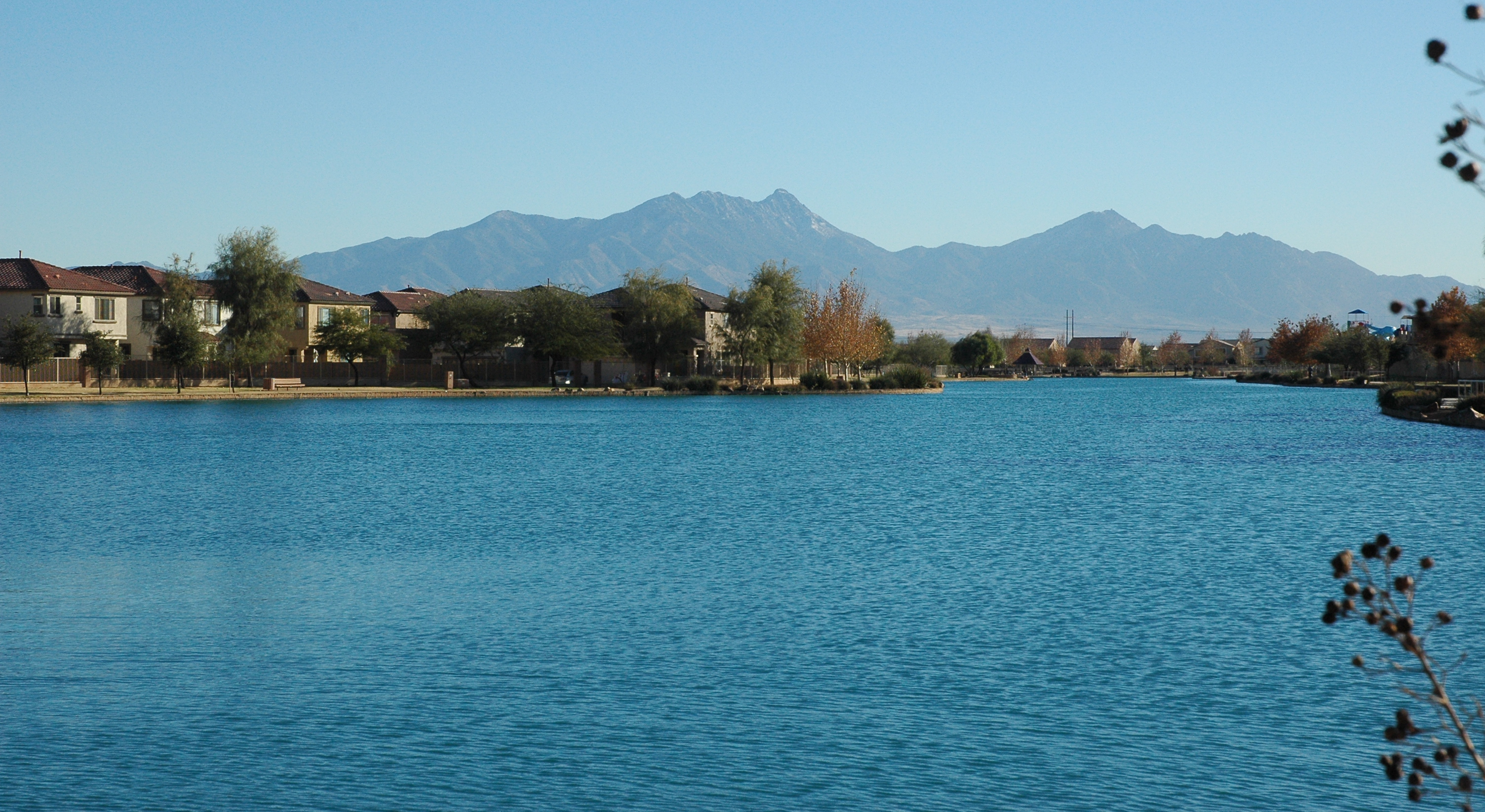
Вид на озеро Сагуаріта біля містечка Сагуаріта]]
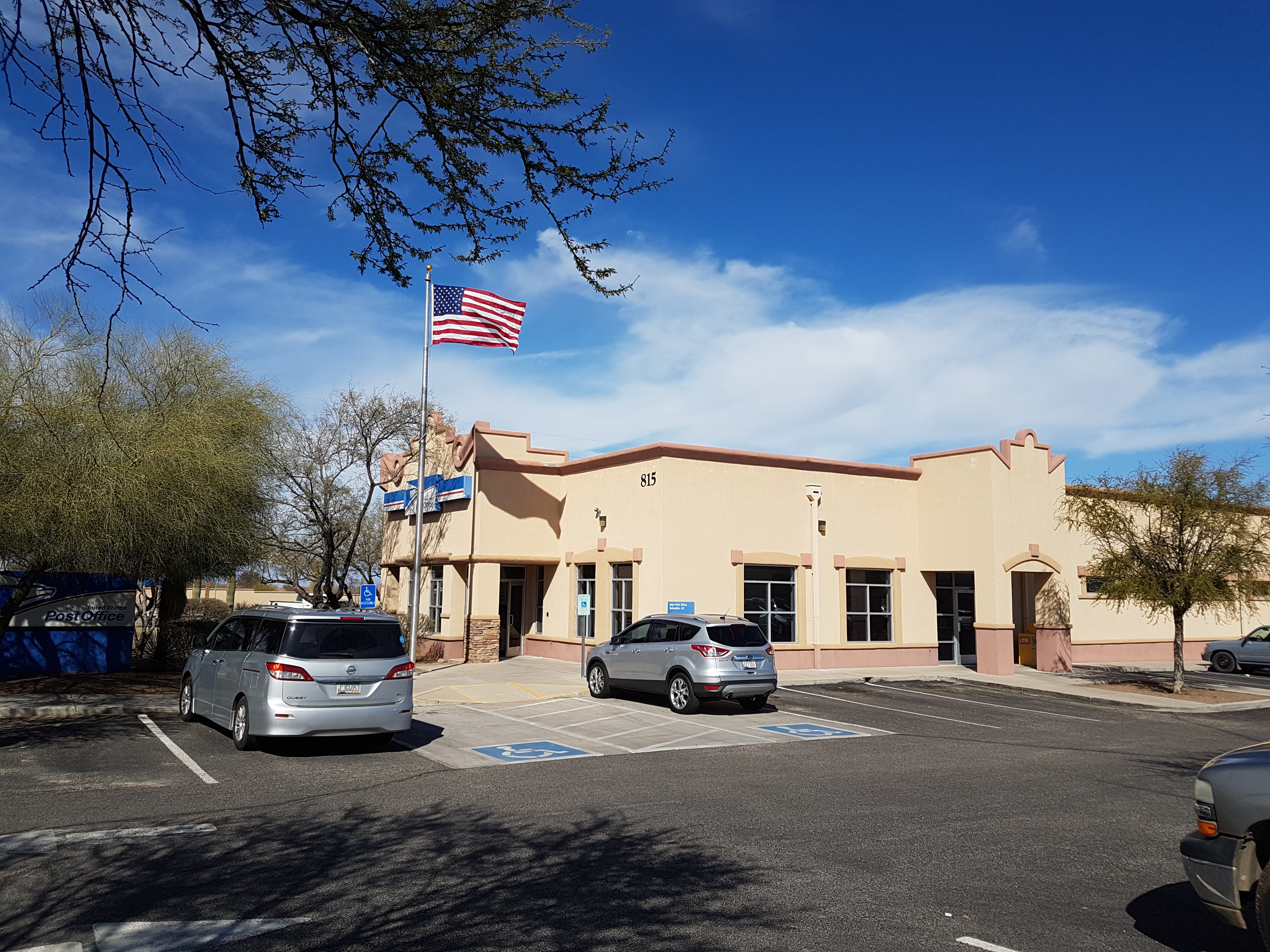
Поштове відділення Сагуаріти
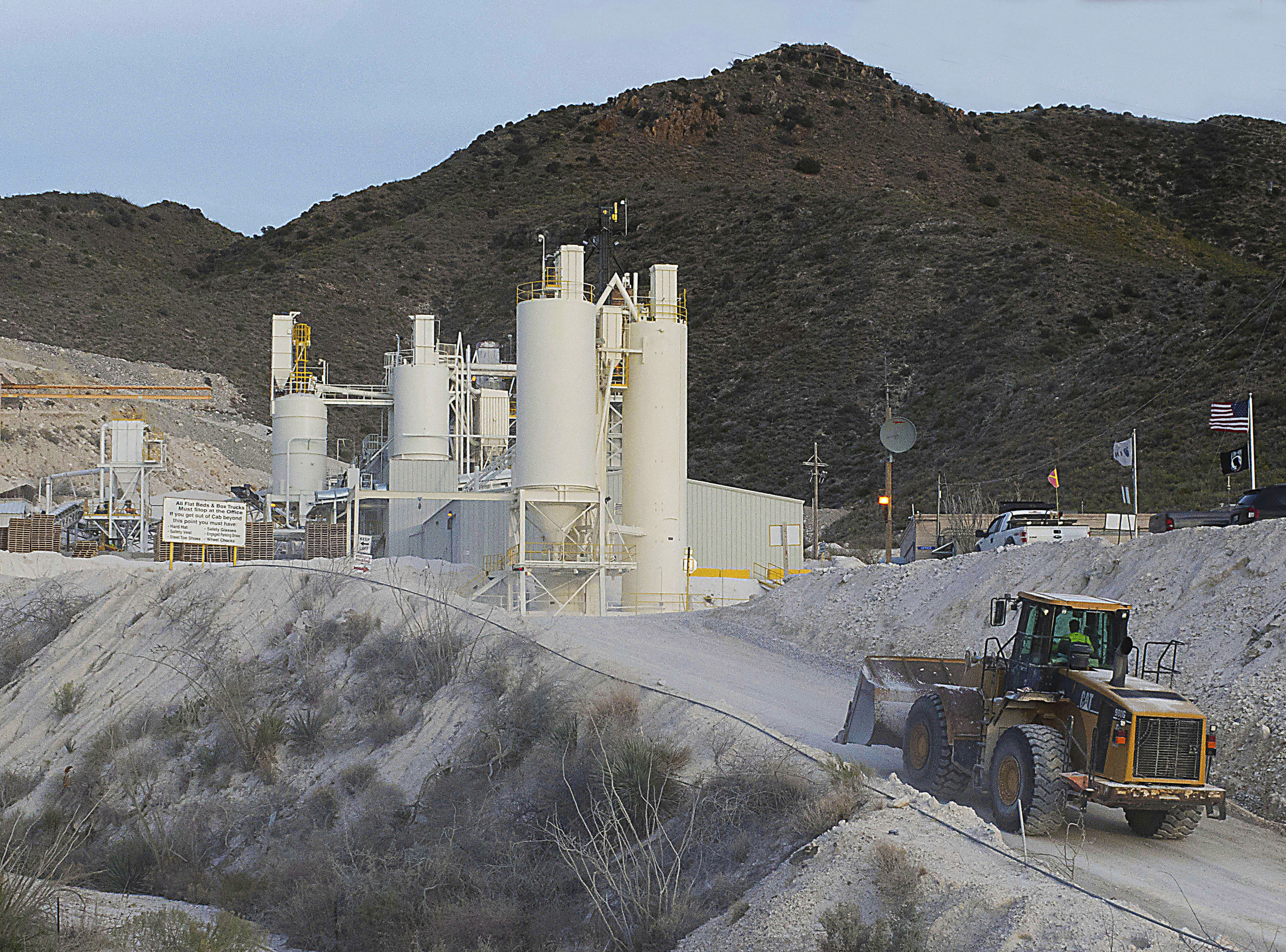
Діюча шахта компанії Imerys Marble Inc. в Сагуаріті на кар'єрі вапняків
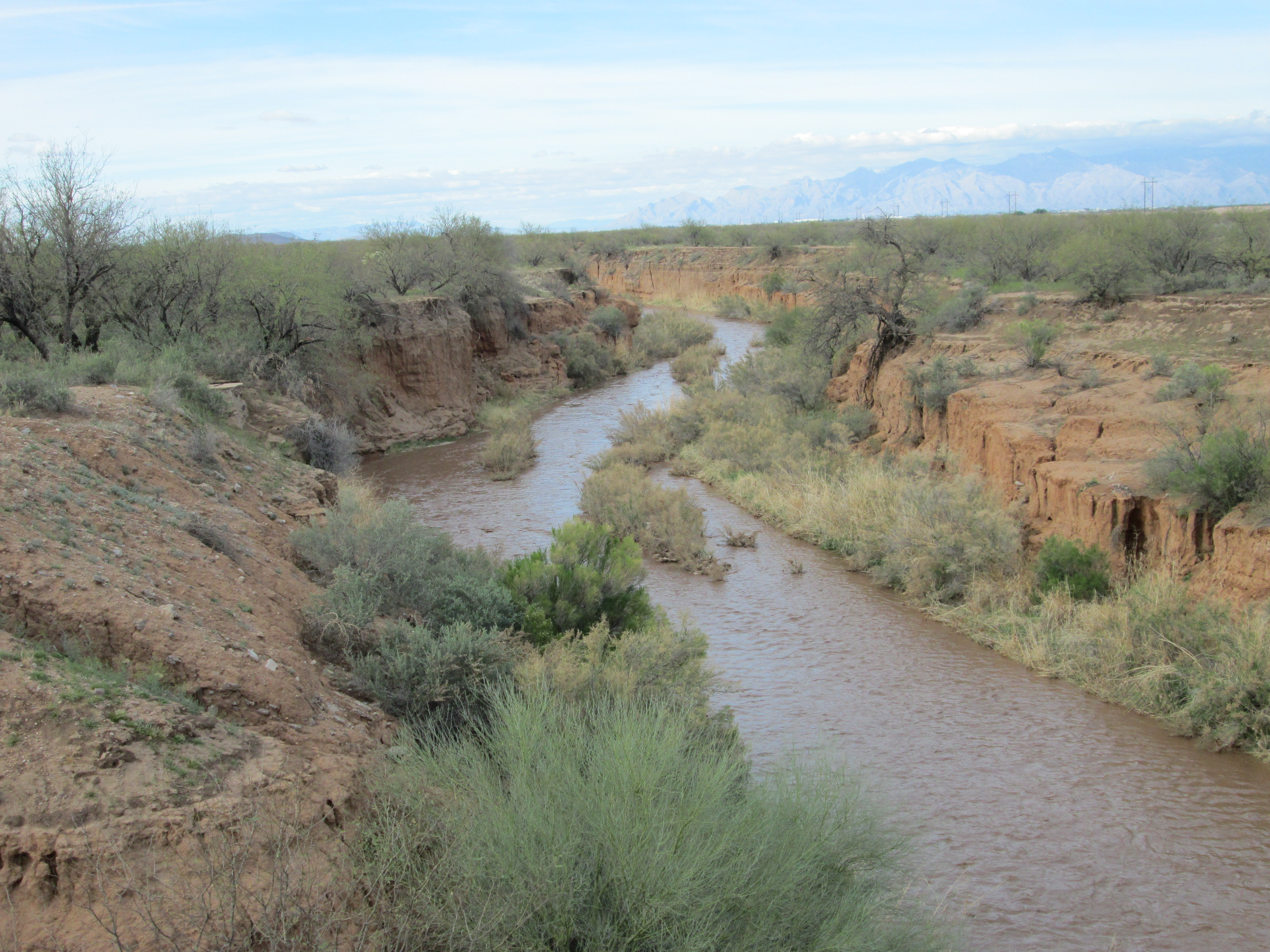
Річка Санта-Крус біля Сагуаріти